# Mariä Himmelfahrt (Erkheim)

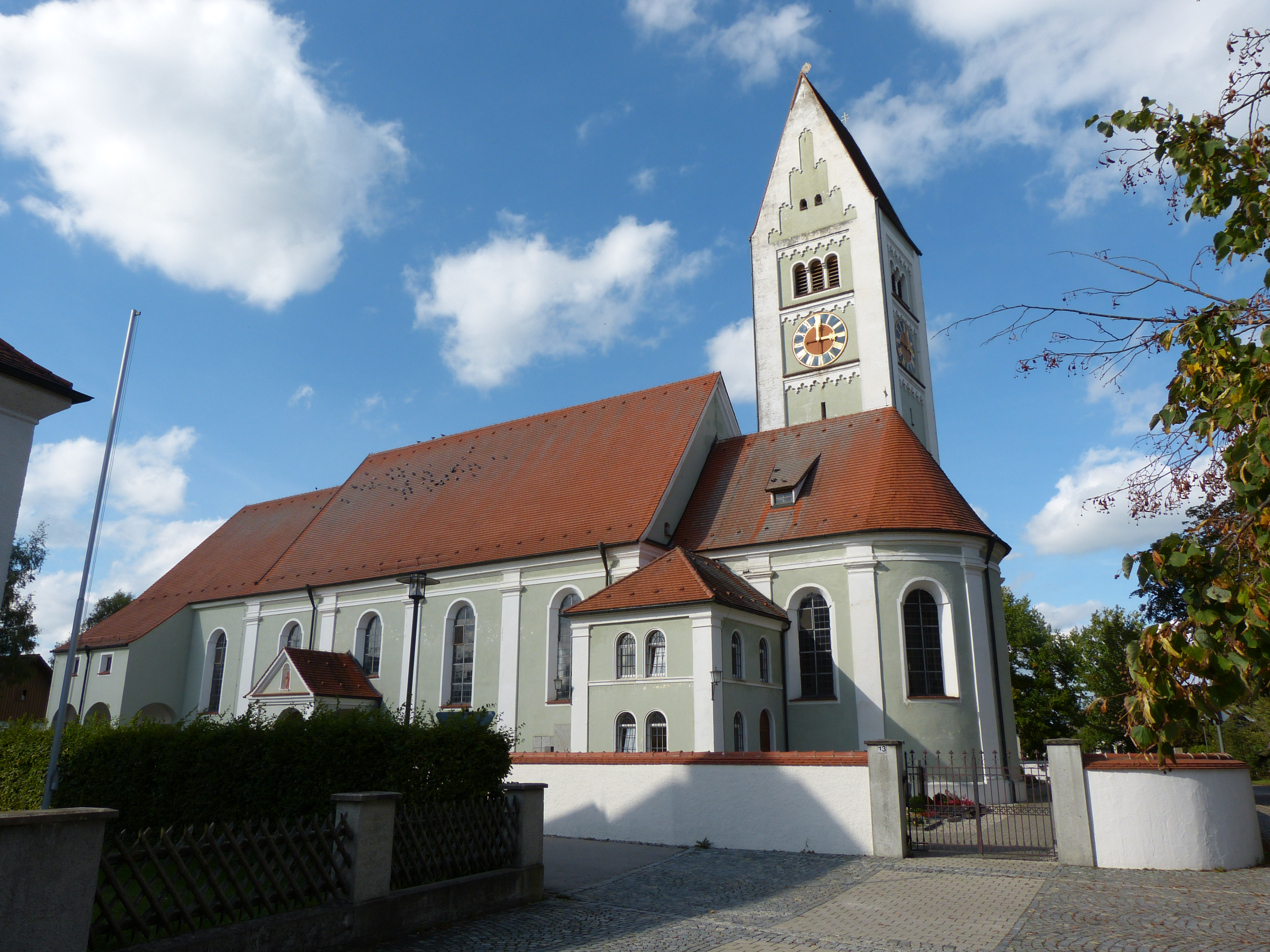
Mariä Himmelfahrt in Erkheim

Die katholische Pfarrkirche Mariä Himmelfahrt befindet sich in Erkheim im Landkreis Unterallgäu in Bayern. Die Kirche steht unter Denkmalschutz.

## Geschichte
Der älteste noch vorhandene Baubestandteil der Kirche ist der Kirchturm aus der Zeit von 1447 bis 1500. Die restliche Kirche ist ein Neubau des späten 17. Jahrhunderts und wurde 1697 eingeweiht. Im Jahr 1930 fand eine Verlängerung in Richtung Westen statt. In den Jahren 1954/1955 fand eine Restaurierung der Kirche statt.

## Baubeschreibung
Das Langhaus der Kirche ist sowohl innen wie außen mit Pilastern gegliedert. Das Innere des Langhauses ist mit einer Flachdecke versehen und besteht aus sechs Fensterachsen. Die zwei westlichen Fensterachsen sind modern und stammen aus der 1930 vorgenommenen Verlängerung. Der Chor besteht aus zwei Fensterachsen und ist halbrund geschlossen. In ihm befindet sich eine Stichkappentonne. Der Kirchturm befindet sich nördlich neben dem Chor und ist durch Kleeblattbogenfriese in sieben Geschosse gegliedert. Dreiteilige Klangarkaden befinden sich im Obergeschoss des Kirchturmes. Gedeckt ist der Kirchturm mit einem Satteldach. Das Turmuntergeschoss enthielt die ehemalige Sakristei. In dieser befindet sich ein spitzbogiges Kreuzgratgewölbe. Der Aufgang zur Kanzel mit Kanzelgang und Treppe befindet sich an der Nordseite des Langhauses. Gedeckt ist dieses mit einem Pultdach.

## Ausstattung

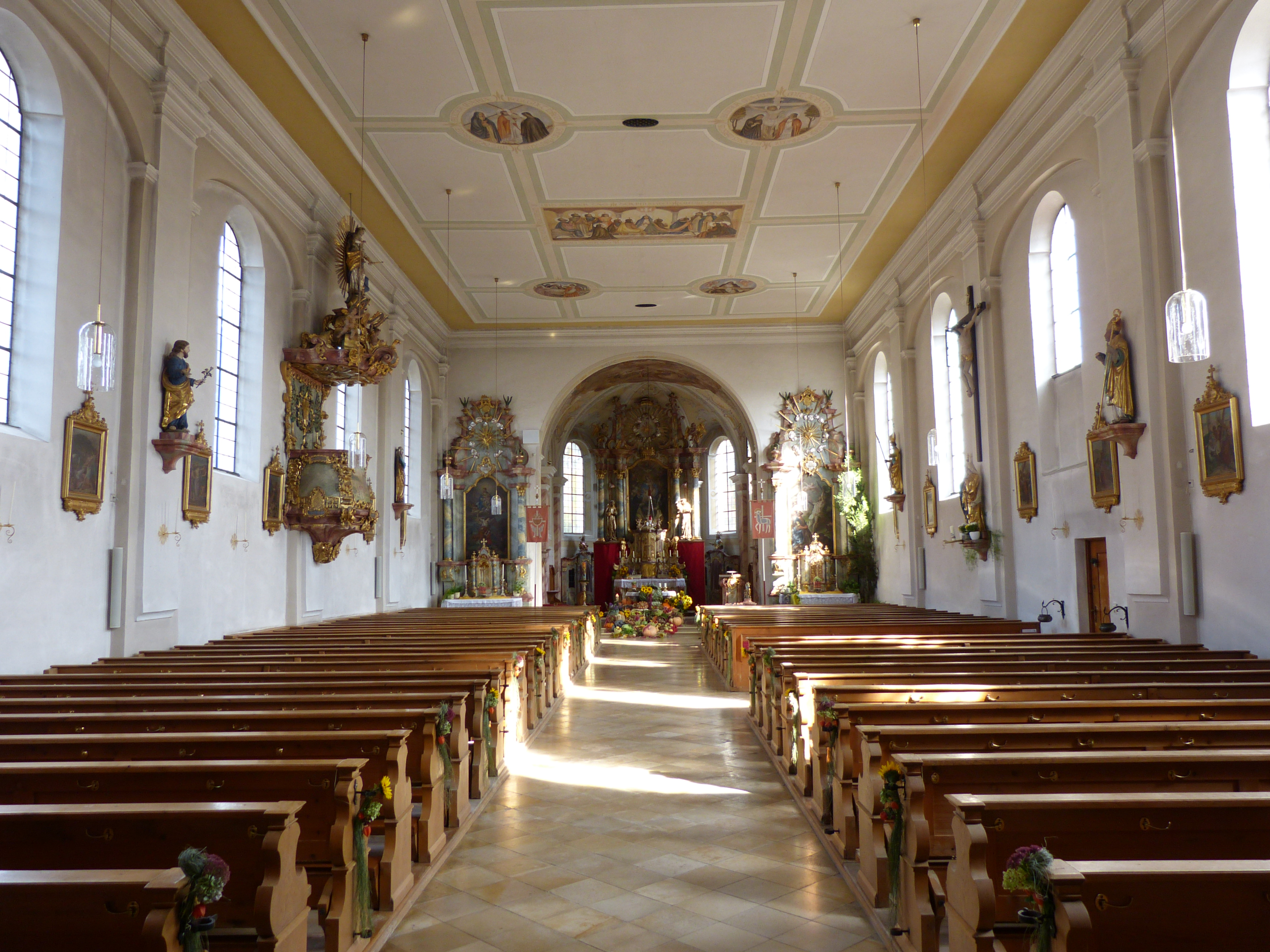
Innenansicht von Maria Himmelfahrt

Der Hochaltar, ein marmorierter Holzaufbau, der Kirche stammt von 1772. Das Gemälde auf dem Altarblatt stammt aus der Zeit um 1697 und wird Johann Friedrich Sichelbein zugeschrieben. Dargestellt ist eine Rosenkranzspende an die Heiligen Dominikus und Katharina von Siena. Flankiert wird der Hochaltar mit Figuren des hl. Franziskus und des hl. Antonius von Padua. Aus dem Jahr 1901 stammen der Tabernakel und das Antependium. Im Auszug des Hochaltares ist, von Vorlagen mit Engelsputten umgeben, das Auge Gottes in der Glorie als Reliefschnitzerei ausgeführt. Die beiden Seitenaltäre stammen aus der Zeit um 1774 und sind wie der Hochaltar Aufbauten aus marmoriertem Holz. Das Altarblatt des linken Seitenaltares zeigt einen Schutzengel von 1703, ebenfalls von Johann Friedrich Sichelbein. Rechts im Seitenaltar ist ein Gemälde des hl. Sebastian von 1774.
Das Taufbecken aus marmoriertem Holz stammt aus dem 18. Jahrhundert. Der Deckel auf dem glockenförmigen Becken zeigt eine kleine Figurengruppe der Taufe Christi. Die Rokokokanzel stammt aus dem 18. Jahrhundert und befand sich bis 1821 in der Kirche in Baumgärtle. Auf dem gebauchten Korb der Kanzel befindet sich eine gemalte Klosteransicht von Baumgärtle. Auf der Rückwand befinden sich Reliefschnitzereien mit Darstellungen von Bäumen. Eine Figur der Immaculata befindet sich auf dem Schalldeckel der Kanzel.
Die Beichtstühle im Chor, rechts und links des Hochaltares, stammen aus den Jahren 1770/1780. Auf den Beichtstühlen befinden sich Büsten von Maria und Jesus Christus. Das restliche Chorgestühl wurde um 1697 geschaffen. In der Kirche befinden sich mehrere Figuren. Diese zeigen, im Uhrzeigersinn vom Haupteingang beginnend, die Heiligen Nepomuk, Sebastian, Maria, Josef, Afra, Ulrich, Maria, zwei Bischöfe und den hl. Rochus. Die Relieffigur der Afra von Augsburg auf dem Scheiterhaufen ist aus der Zeit um 1500. Auf der gegenüberliegenden Seite befindet sich die Figur des hl. Ulrich, welcher Christoph Scheller zugewiesen wird. Die beiden Figuren der Bischöfe wurden um 1500 geschaffen.
Im Chor befindet sich ein Deckengemälde mit der Darstellung der Mariä Himmelfahrt. Geschaffen wurde es 1773 von Johann Jakob Zeiller. Im Jahr 1882 wurde das Gemälde übertüncht und erst 1954 wieder freigelegt. Rechts am Chorbogen befindet sich ein Sandsteinepitaph mit Wappenrelief für Johann Wilhelm von Scheller († 1717). Zwei weitere Epitaphinschriften aus dem 18. Jahrhundert befinden sich außen an der Südseite.
Aus Solnhofener Plattenkalk ist die Gedenktafel für die Gefallenen und Vermissten der Jahre 1805 bis 1815 gefertigt. Bezeichnet ist die Tafel mit Reich Sth.

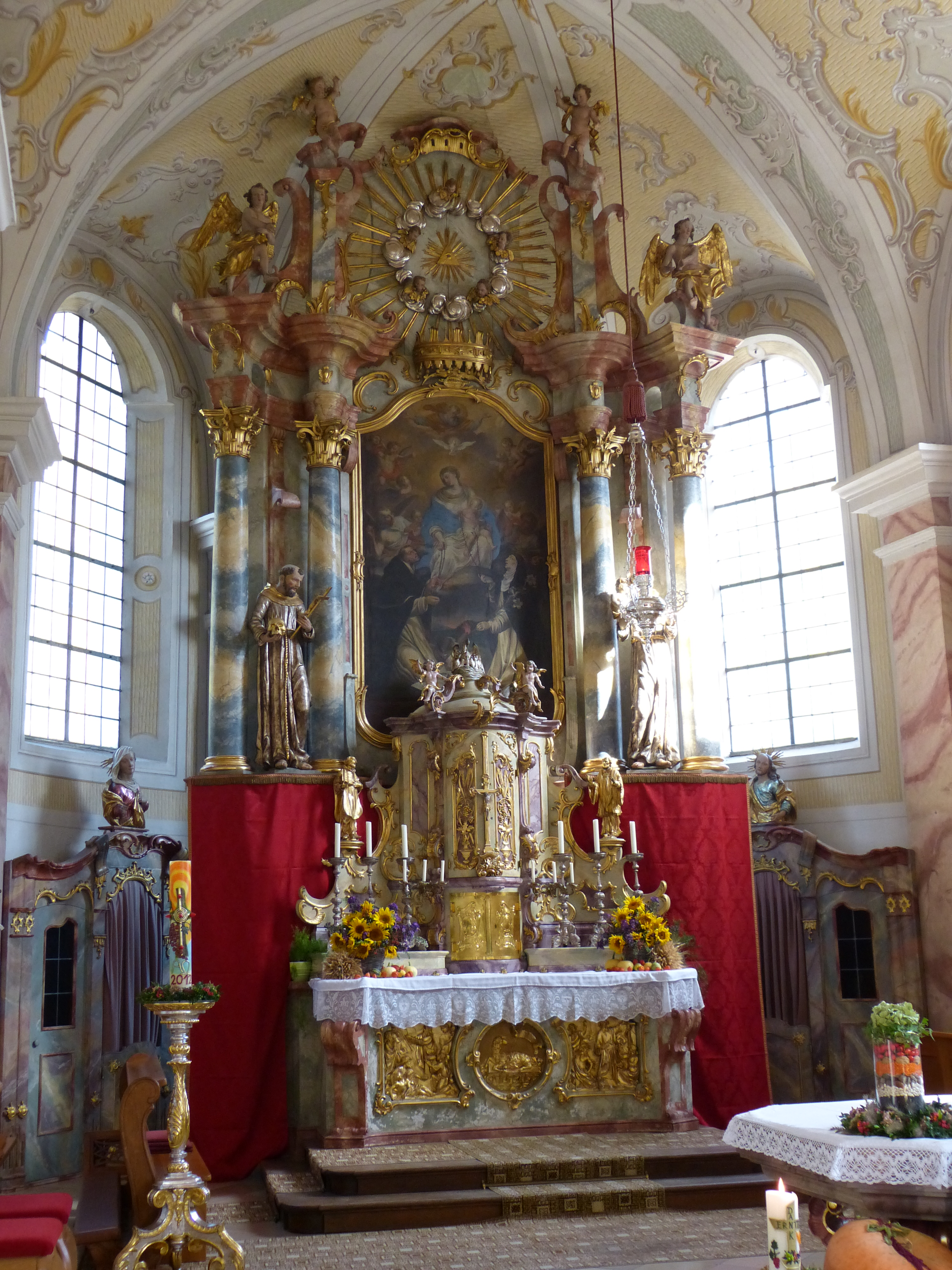
Hochaltar von 1772 mit Gemälde von Johann Friedrich Sichelbein
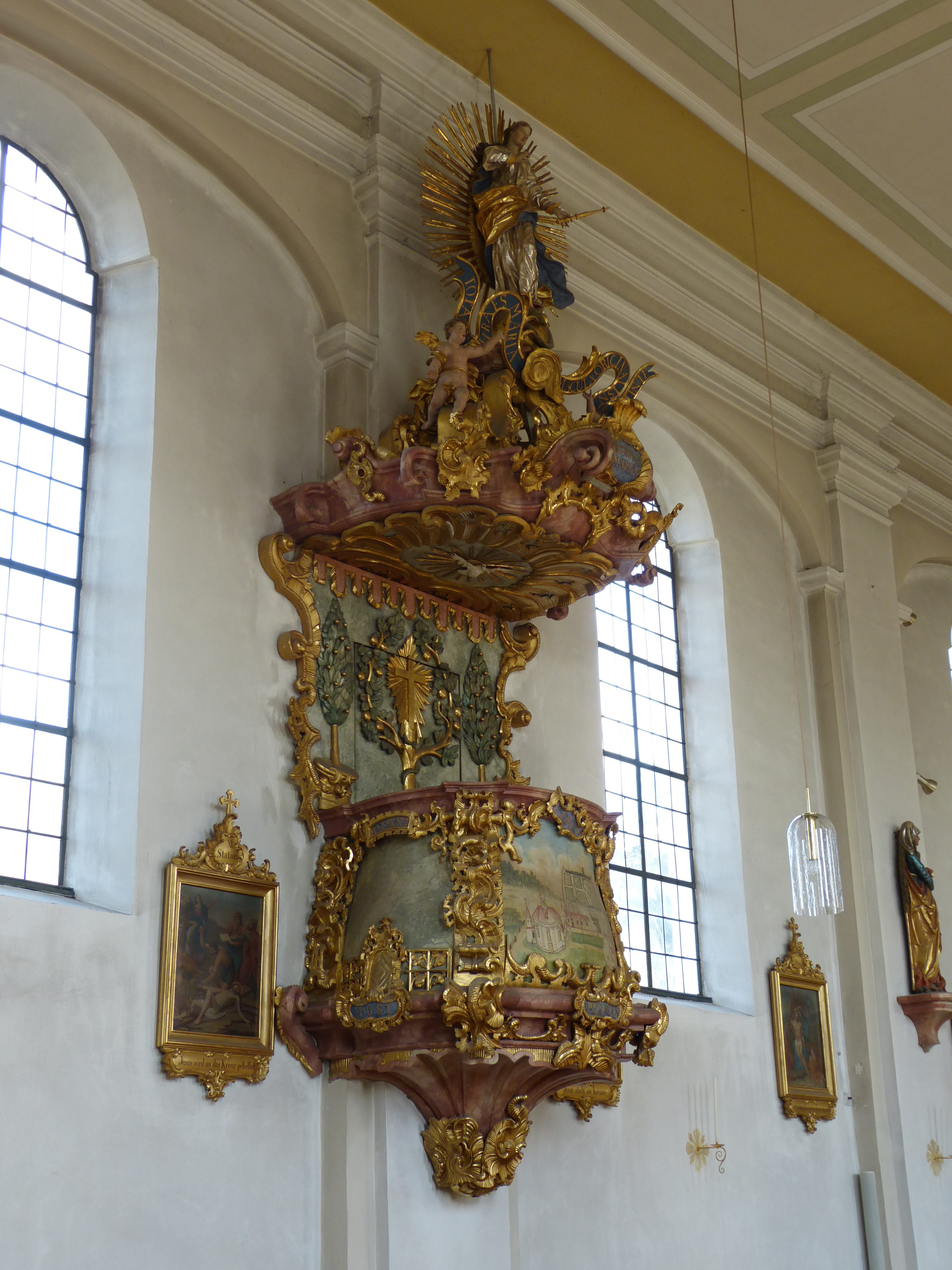
Rokokokanzel aus dem 18. Jahrhundert, ehemals in der Kirche in Baumgärtle
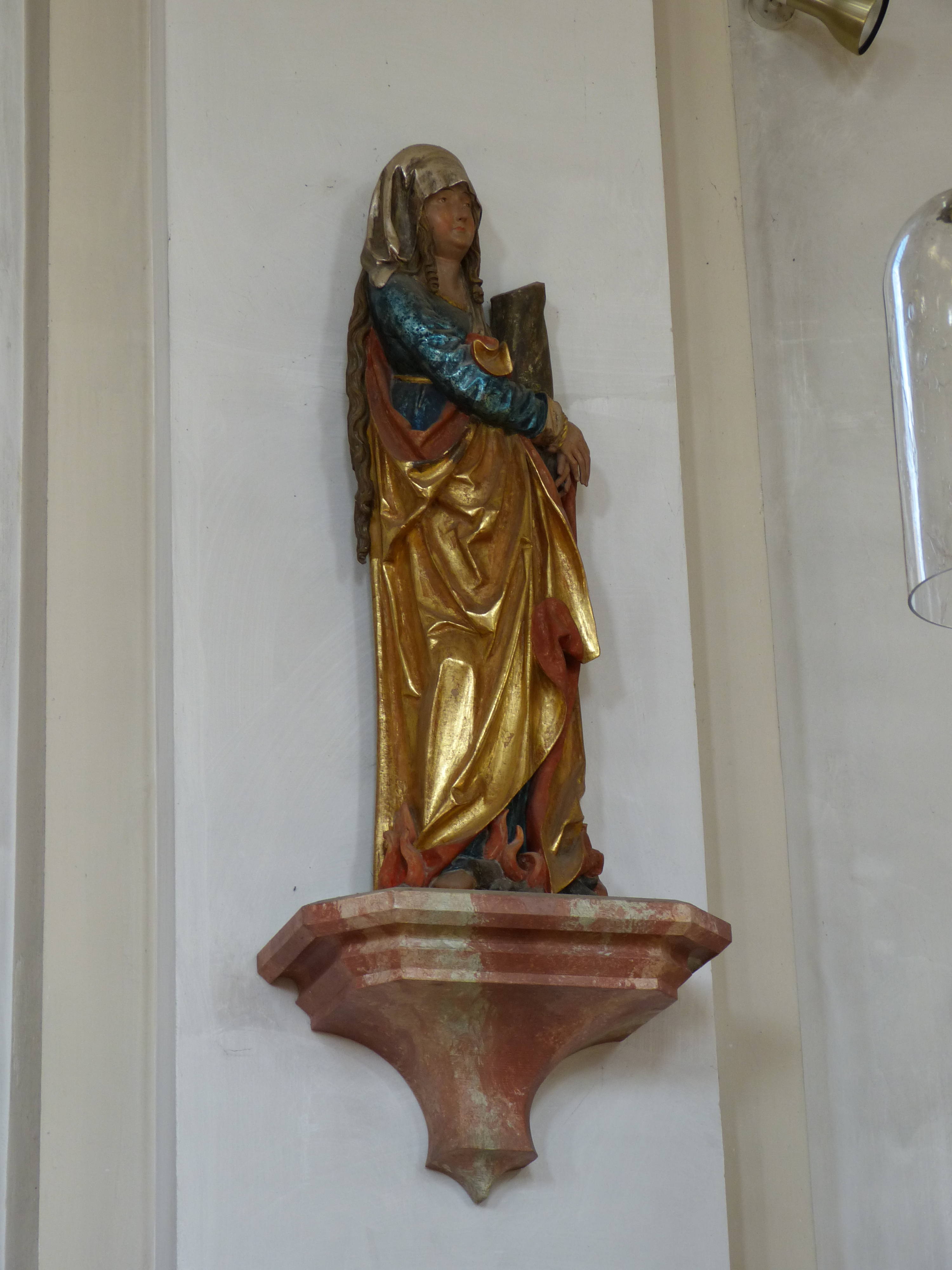
Relieffigur der Hl. Afra auf dem Scheiterhaufen, um 1510